# Radical 138
Le radical 138, qui signifie le calme ou arrêter, est un des 29 des 214 radicaux chinois répertoriés dans le dictionnaire de Kangxi composés de six traits.
Le caractère Unicode de 艮 est 826E.

## Caractères avec le radical 138
| nombre de traits          | caractères |
| ------------------------- | ---------- |
| Sans trait supplémentaire | 艮         |
| 1 traits supplémentaires  | 良         |
| 2 traits supplémentaires  | 艰         |
| 11 traits supplémentaires | 艱         |